# 杨莲英
杨莲英（1980年4月—），云南蒙自人，苗族，无党派人士。中华人民共和国政治人物、第十三届全国人民代表大会云南省代表。

## 生平
2018年，杨莲英被选为云南省出席第十三届全国人民代表大会代表。